# Marzęcin (Zielona Góra)
Marzęcin (przed 1945 niem. Alexanderhof) – część miasta i osiedle administracyjne Zielonej Góry, będące jednostką pomocniczą miasta.
Do 31 grudnia 2014 roku wieś w gminie Zielona Góra. W przeszłości działało tutaj państwowe gospodarstwo rolne (PGR).
W latach 1975–1998 miejscowość administracyjnie należała do województwa zielonogórskiego.